# Министерство юстиции Республики Абхазия
Министерство юстиции Республики Абхазия (абх. Аҧсны Аҳәынҭқарра Аиустициа рминистрра) — орган государственного управления в частично признанной Республике Абхазия, обеспечивающий реализацию государственной политики в сфере нотариата, ЗАГС, адвокатуры, обеспечения установленного порядка деятельности судов и исполнения судебных актов, регистрации общественных объединений, политических партий и движений, предприятий, организаций и учреждений.

## История
Положение о Минюсте Республики Абхазия было утверждено постановление Кабинета Министров Республики Абхазия от 17 марта 1995 года № 59.
Новое положение о Министерстве юстиции было принято 27 мая 2005 года за № 112.

## Структура Министерства юстиции Республики Абхазия
- Аппарат Министерства[2]
- Республиканский Научно-исследовательский институт судебных экспертиз
- Служба судебных исполнителей Министерства юстиции Республики Абхазия
- Нотариальные конторы Республики Абхазия:
  - Нотариальная контора № 1 г. Сухум
  - Нотариальная контора № 2 г. Сухум
  - Нотариальная контора № 3 г. Сухум
  - Нотариальная контора № 4 г. Сухум
  - Нотариальная контора № 5 г. Сухум
  - Нотариальная контора № 6 г. Сухум
  - Нотариальная контора № 1 Сухумского района
  - Нотариальная контора № 2 Сухумского района
  - Нотариальная контора № 1 Гулрыпшского района
  - Нотариальная контора № 2 Гулрыпшского района
  - Нотариальная контора города Новый Афон
  - Нотариальная контора № 1 Гудаутского района
  - Нотариальная контора № 2 Гудаутского района
  - Нотариальная контора № 1 Гагрского района
  - Нотариальная контора № 2 Гагрского района
  - Нотариальная контора п. Цандрипш
  - Нотариальная контора г. Пицунда
  - Нотариальная контора Очамчырского района
  - Нотариальная контора Ткуарчалского района
  - Нотариальная контора Галского района
- ЗАГС Республики Абхазия:
  - ЗАГС г. Сухум
  - ЗАГС Сухумского района
  - ЗАГС Гулрыпшского района
  - ЗАГС г. Новый Афон
  - ЗАГС Гудаутского района
  - ЗАГС Гагрского района
  - ЗАГС п. Пицунда
  - ЗАГС Очамчырского района
  - ЗАГС Ткуарчалского района
  - ЗАГС Галского района
- Республиканский Архив ЗАГС

## Руководство
| № | ФИО                             | Звание                    | Дата назначения | Дата освобождения                | Примечания                                                                                           |
| - | ------------------------------- | ------------------------- | --------------- | -------------------------------- | --- |
| 1 | Табагуа Батал Иванович          |                           | 1995            | 2003                             | |
| 2 | Лакербая Тенгиз Игоревич        |                           | 2003            | 7 апреля 2005                    | |
| 3 | Ходжашвили Людмила Платоновна   | советник юстиции I класса | 7 апреля 2005   | 31 октября 2011                  | Указ Президента Республики Абхазия № УП-76; Указом № УП-51 от 26 февраля 2010 должность подтверждена |
| 4 | Онищенко Екатерина Владимировна |                           | 31 октября 2011 | июнь 2014, и. о. до октября 2014 | |
| 5 | Пилия Марина Шалвовна           |                           | 2014            | 2020                             | |
| 6 | Барциц Анри Львович             |                           | 6 июля 2020     | н.в.                             | Указ Президента Республики Абхазия № 174                                                             |